# Poggio a Caiano
Poggio a Caiano – miejscowość i gmina we Włoszech, w regionie Toskania, w prowincji Prato.
Według danych na rok 2004 gminę zamieszkiwało 8613 osób, 1722,6 os./km².